# Vera Rozsa
Vera Rózsa (o Vera Rozsa-Nordell) (Budapest, 16 de mayo de 1917 – Londres, 15 de octubre de 2010) fue una cantante húngara y famosa maestra de canto residente en Gran Bretaña desde 1954.

## Biografía
Fue alumna del compositor Zoltán Kodály, quien la ayudó a esconderse durante las persecuciones de los nazis a los judíos en Hungría. Su primer marido pereció en el Holocausto.
Solista en la Ópera Nacional de Hungría de Budapest y posteriormente en la Ópera Estatal de Viena, perdió el uso de un pulmón durante las privaciones pasadas en la Segunda Guerra Mundial lo que le permitió desarrollar una técnica de respiración que le dio gran celebridad.
Se volvió a casar con el inglés Ralph Nordell y desde 1954 vivió en Londres.
Fue invitada a brindar clases magistrales y composiciones en las grandes academias de música entre ellas la Royal Manchester College of Music y la Guildhall School of Music and Drama de Londres.
Entre sus más famosos alumnos se encontraban Sarah Walker, Kiri Te Kanawa, Ileana Cotrubaş, Karita Mattila, Jyrki Niskanen, Teresa Stratas, Dorothea Röschmann, Tom Krause, Anne Sofie von Otter, Anne Howells, Anthony Rolfe-Johnson, Ildikó Komlósi, François Le Roux y otros. Maria Callas quiso trabajar con ella poco antes de morir.
En 1991 fue nombrada oficial de la Orden del Imperio Británico.
En 1997 la cineasta finlandesa Tiina-Maija Lehtonen realizó un documental sobre su vida: Vera Rozsa, madre de estrellas.